# Arroyo del Tala (Río Yí, rechtsseitig, I)
Der Arroyo del Tala ist ein Fluss in Uruguay.
Er entspringt auf dem Gebiet des Departamento Durazno südöstlich von Rossell y Rius in der Cuchilla del Tala. Von dort verläuft er in südliche Richtung und mündet schließlich westlich von Sarandí del Yí als rechtsseitiger Nebenfluss in den Río Yí.